# Орцано (Удине)
Орцано је насеље у Италији у округу Удине, региону Фурланија-Јулијска крајина.
Према процени из 2011. у насељу је живело 585 становника. Насеље се налази на надморској висини од 102 м.